# Заречный (Смоленский район)
Заречный — посёлок в Смоленском районе Алтайского края. Входит в состав Линёвского сельсовета.

## География
Расположен на левом берегу реки Песчаная, в 5 км к юго-западу от центра поселения — посёлка Линёвский.

## Население
| 1997 | 1998 | 1999 | 2000 | 2001 | 2002 |
| ---- | ---- | ---- | ---- | ---- | ---- |
| 233  | ↘226 | ↘217 | ↗223 | ↘213 | ↘206 |
| 2003 | 2004 | 2005 | 2006 | 2007 | 2008 |
| ↘198 | ↘192 | ↗202 | →202 | ↗203 | ↗208 |
| 2009 | 2010 | 2011 | 2012 | 2013 |      |
| ↘197 | ↘192 | →192 | ↘187 | ↘182 |      |

Национальный состав
Согласно результатам переписи 2002 года, в национальной структуре населения русские составляли 91 %.